# Charles (football, 1988)
Pour les articles homonymes, voir Charles et Reiter.
Charles Luis Reiter est un footballeur brésilien né le 26 avril 1988 à Blumenau. Il évolue au poste de défenseur.

## Biographie
Charles joue au Brésil et au Japon.

## Palmarès
- Champion du Brésil de D3 en 2011 avec le Joinville EC
- Vainqueur de la Copa do Nordeste en 2015 avec le Ceará SC